# Otto Frank
 Otto Heinrich "Pim" Frank (12 tháng 5 năm 1889 - 19 tháng 8 năm 1980) là một doanh nhân Thụy Sĩ gốc Đức. Ông là cha của Anne Frank và Margot Frank.